# Masdevallia schizantha
Masdevallia schizantha är en orkidéart som beskrevs av Friedrich Fritz Wilhelm Ludwig Kraenzlin. Masdevallia schizantha ingår i släktet Masdevallia och familjen orkidéer. Inga underarter finns listade i Catalogue of Life.